# Augustinerchorfrauen-Stift Pyritz

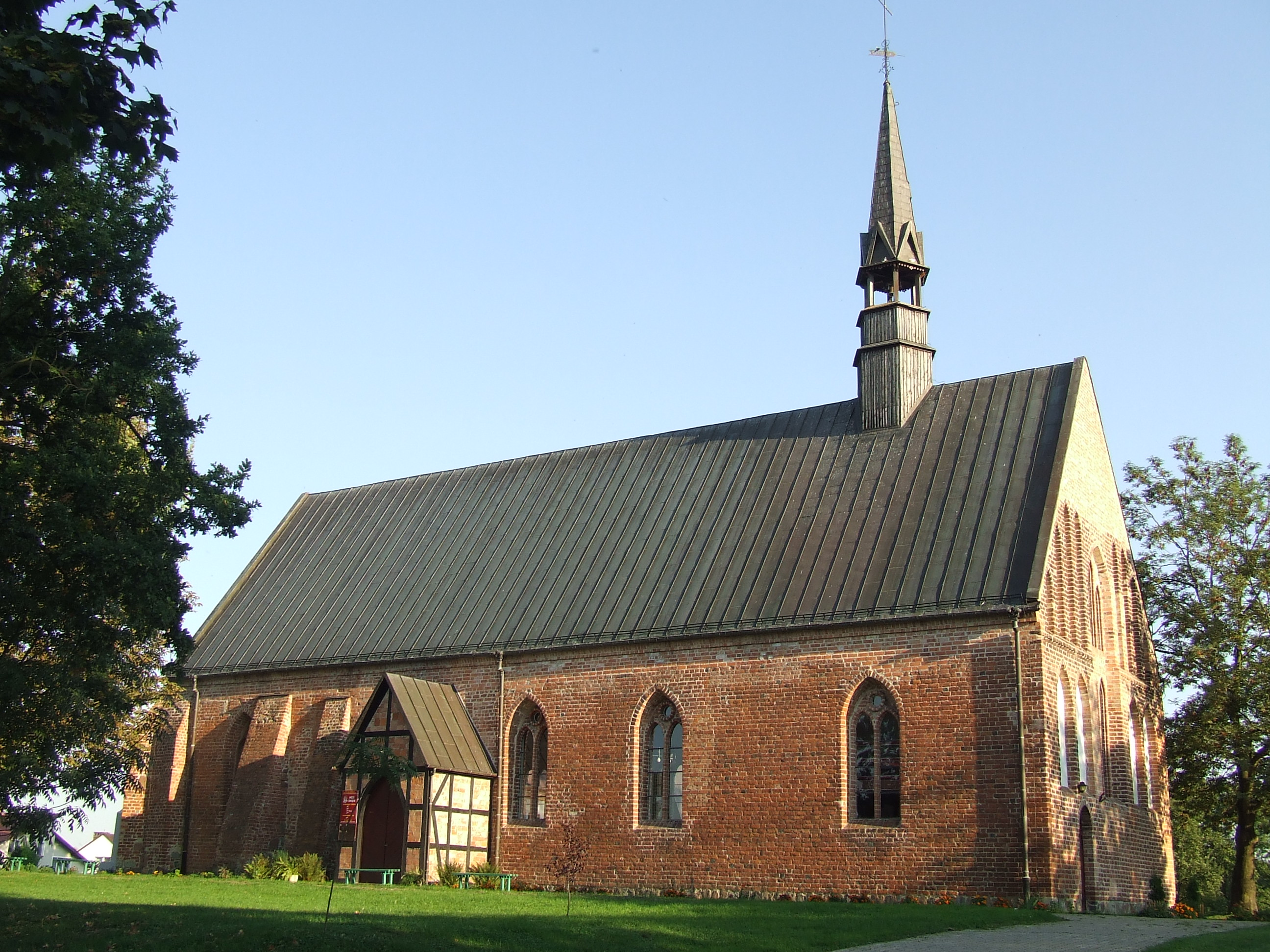
Kirche des früheren Augustinerinnenstifts

Das Augustinerchorfrauen-Stift Pyritz (auch Kloster) war eine Ordensniederlassung der Augustiner-Chorfrauen in Pyritz (polnisch Pyrzyce) in Pommern von 1246 bis 1569.

## Geschichte
Das Stift wurde 1246 von Herzog Barnim I. von Pommern vor den Toren der mittelalterlichen Stadt gegründet. Ihm wurde das Patronat über die Stadtkirche sowie die Schule und die Küsterei übertragen. Bereits 1250 ging die Stadtkirche in die Verantwortlichkeit des Klosters Wülfinghausen bei Hildesheim über. Die näheren Umstände sind unbekannt.
Den Frauen (oft Nonnen genannt) wurde Landbesitz von verschiedenen pommerschen Herzögen übertragen, dazu kamen einige Schenkungen von Bürgern. Über die Geschichte sind sonst keine Informationen erhalten.
1569 wurde das Stift aufgelöst, die verbliebenen Chorfrauen an andere Orte gebracht. Die Anlage ging in herzoglichen Besitz über.

## Geographische Lage
Geographische Lage des Augustinerinnenchorfrauen-Stifts in Pyritz (Pyrzyce)